# Denisova-Mensch

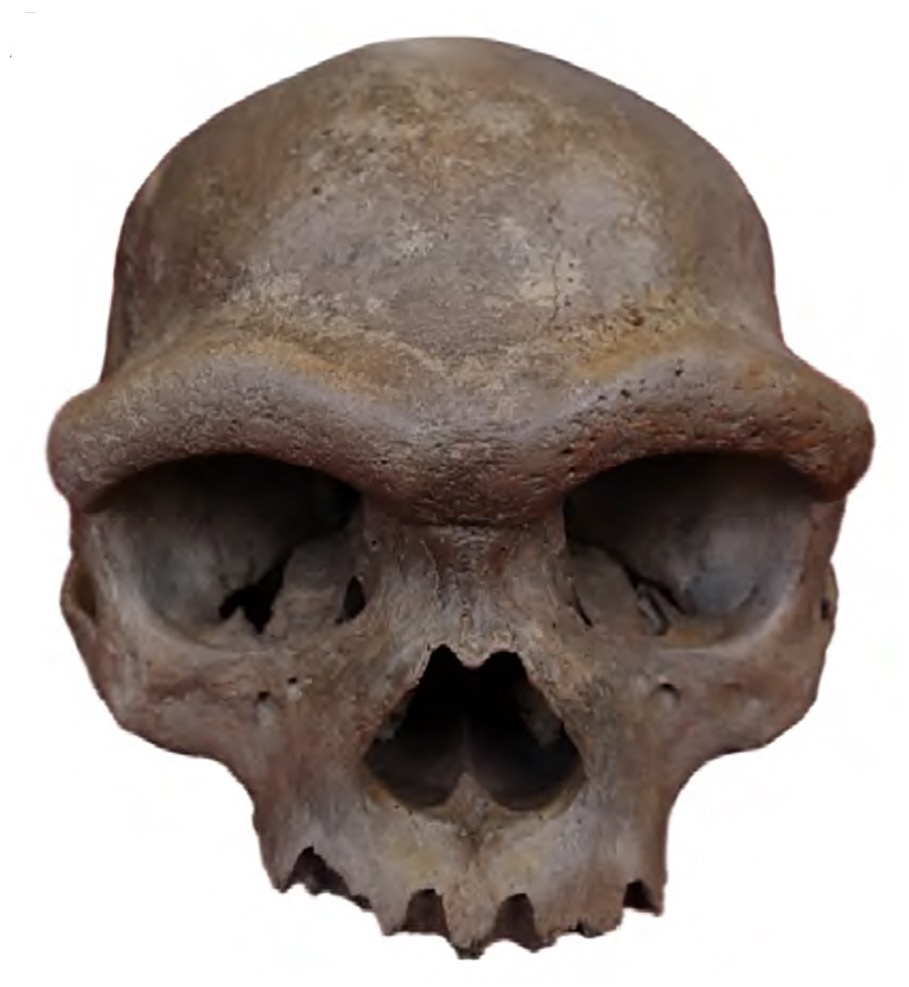
Harbin-Schädel

Die Denisova-Menschen waren eine Population der Gattung Homo, die eng verwandt ist mit den Neandertalern und wie diese den anatomisch modernen Menschen (Homo sapiens) nahe steht, jedoch genetisch von beiden Arten unterschieden werden kann. In der englischsprachigen Fachliteratur werden sie Denisova hominins oder kurz Denisovans genannt.
Die bisher bekannten Fossilien der Denisova-Menschen stammen aus dem Mittelpaläolithikum. Ihre jüngsten Funde sind 76.000 bis 52.000 Jahre alt und stammen aus dem Altai-Gebirge im südlichen Sibirien; ein weiterer Fund, ein Unterkiefer, der rund 160.000 Jahre alt ist, wurde in Tibet entdeckt. Sicher belegt ist die Existenz dieser Population bislang nur durch wenige, kleine Fossilien aus der namensgebenden Denissowa-Höhle (u. a. durch den Knochen eines kleinen Fingers, zwei hintere Backenzähne) sowie durch den Unterkiefer aus Tibet.
Johannes Krause und Svante Pääbo vom Max-Planck-Institut für evolutionäre Anthropologie in Leipzig gelang es im Jahr 2010, die DNA aus den Mitochondrien (die mtDNA) eines Fingerknochens mit Hilfe der DNA-Sequenzierung auszuwerten. Die Bekanntgabe der Ergebnisse dieser DNA-Analyse sorgte für weltweites Aufsehen, da das Fossil als Beleg für eine bis dahin unbekannte, den Neandertalern und den anatomisch modernen Menschen nahe stehende Population der Gattung Homo interpretiert wurde. Einige Monate später wurde auch die Analyse der DNA aus den Zellkernen des Knochens publiziert; sie bestätigte die relative Eigenständigkeit der Denisova-Population. Demnach hatte damals neben den bis dahin bekannten Populationen des Neandertalers und des Homo floresiensis noch eine dritte Gemeinschaft von entfernten (aber eindeutig zur Gattung Homo gehörigen) Verwandten des anatomisch modernen Menschen existiert. Am engsten verwandt sind die Denisova-Fossilien mit den Neandertaler-Funden aus der Vindija-Höhle und der Mesmaiskaja-Höhle.
Auf die Zuordnung der Funde zu einer neuen Art oder zu einer Unterart wurde 2010 ausdrücklich verzichtet; 2011 wurden die Fossilien zwar „einer bisher unbekannten Art“ zugeschrieben, eine Benennung gemäß den internationalen Regeln für die Zoologische Nomenklatur fand jedoch bislang nicht statt.

## Fundgeschichte und Datierung

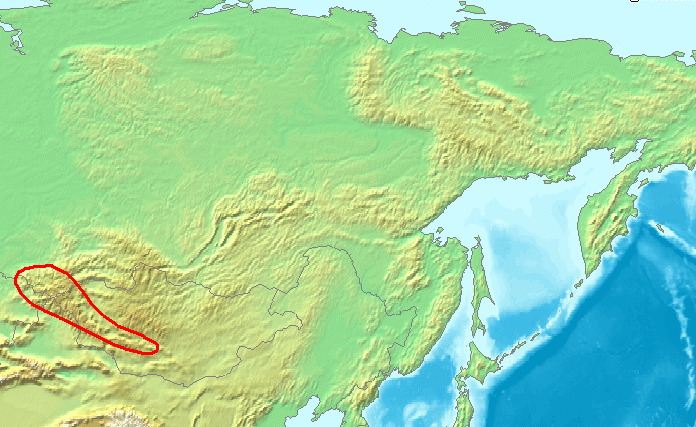
Die Lage des Altaigebirges in Mittelasien

Die Ausgrabungen in der Denissowa-Höhle (russisch Денисова пещера / Denissowa peschtschera, eigentlich: „Höhle von Denis“) nahe der Grenze zu Kasachstan wurden vom Naturkundemuseum von Nowosibirsk durchgeführt unter der Leitung der beiden Archäologen Michail Schunkow und Anatoli Derewjanko von der Russischen Akademie der Wissenschaften. Die Höhle war seit den 1970er-Jahren intensiv erforscht worden, nachdem in ihr Steinwerkzeuge im Moustérien- und Levallois-Stil freigelegt worden waren, die Neandertalern zugeschrieben wurden. Mehrere unterschiedlich alte Hinweise auf eine Nutzung der Höhle durch vorzeitliche Menschen (Fundhorizonte) konnten gegeneinander abgegrenzt werden.
Im Jahr 2000 legten Mitarbeiter der russischen Forschergruppe den ersten Backenzahn frei, das Fossil Denisova 4; man konnte ihn jedoch nicht mit Gewissheit einer bestimmten Homo-Art zuordnen. Das 48.000 bis 30.000 Jahre alte Fingerglied (das Fossil Denisova 3, ein Phalanx distalis), das vermutlich von einem fünf- bis siebenjährigen Kind stammt, wurde 2008 entdeckt.
2011 gab die Forschergruppe den Fund eines äußeren Zehengliedknochens vom linken Fuß bekannt, das 130.000 bis 90.900 Jahre alte Fossil Denisova 5, das jedoch später als von einem Neandertaler stammend erkannt wurde.
2015 schließlich erfolgte der Fund eines weiteren Backenzahns, das Fossil Denisova 8.
Im März 2017 wurden in Science zusammengehörige Fragmente von zwei Schädelkalotten aus Lingjing (灵井), Xuchang (许昌), Volksrepublik China, beschrieben, die 125.000 bis 105.000 Jahre alt und aufgrund ihrer Merkmale möglicherweise den Denisova-Menschen zuzuordnen sind. Die Fundstelle ist seit 2008 international bekannt; die ersten, 2007 entdeckten Schädelfragmente wurden bislang in China als Xuchang-Mensch bezeichnet.
Anfang 2019 wurden in der Fachzeitschrift Nature zwei Studien mit Datierungen zur Besiedelung der Höhle auf Basis der optisch stimulierten Lumineszenz und einer Variante der Massenspektrometrie (ZooMS) publiziert. Demnach sind die ältesten Belege für Denisova-Menschen mindestens 200.000 Jahre alt. 2021 wurde diese Datierung durch mtDNA aus einem weiteren Knochenfund bestätigt. Aus einem dieser Fundschicht entnommenen Backenzahn konnte 200.000 Jahre alte Denisova-DNA gewonnen werden.
Das „Mischlingskind“ Denisova 11 ist der Analyse zufolge rund 100.000 Jahre alt. Der jüngste Knochenfund (Denisova 14) ist zwar 46.300 ± 2.600 Jahre alt, seine Zuschreibung zu den Denisova-Menschen gilt allerdings nicht als gesichert, so dass der jüngste Beleg für die Existenz der Denisova-Menschen 76.000–52.000 Jahre alt ist. Die Höhle war den Befunden zufolge nicht kontinuierlich, sondern episodisch – insbesondere während der Zwischeneiszeiten – besiedelt.
Der 2019 vorgestellte Unterkiefer aus Tibet ist rund 160.000 Jahre alt.

## Analyse der mtDNA aus dem Fingerknochen
Johannes Krause, ein Experte für die Analyse von Neandertaler-DNA, hatte im Jahr 2010 aus 30 Milligramm pulverisierten Materials des Fingerknochens genügend DNA aus Mitochondrien gewonnen, um deren Bauplan (die Nukleotidsequenz der mtDNA) vollständig rekonstruieren zu können. Danach wurde diese mtDNA-Sequenz mit jener von 54 heute lebenden Menschen (Homo sapiens) verglichen, ferner mit der mtDNA-Sequenz eines jungpleistozänen Menschen aus Kostjonki 14 am Don (Südrussland), mit den vollständigen mtDNA-Sequenzen von sechs Neandertalern sowie – als sogenannte Außengruppe, weil bislang keine DNA von Homo erectus / Homo heidelbergensis gewonnen werden konnte – mit der mtDNA je eines Schimpansen und eines Bonobos. Während sich Neandertaler und anatomisch moderne Menschen im Durchschnitt an 202 Nukleotid-Positionen der mtDNA unterscheiden, ist die Anzahl der Abweichungen zwischen dem Fund aus der Denissowa-Höhle und dem anatomisch modernen Menschen mit 385 fast doppelt so groß.
Aus dem Vergleich dieser Daten mit den Abweichungen zwischen Mensch und Schimpansen (1462 Positionen) wurde abgeschätzt, dass sich die Entwicklungslinien des Denisova-Menschen und des anatomisch modernen Menschen bereits vor 1.314.000 bis 779.000 Jahren getrennt haben, während sich die Entwicklungslinien von Homo sapiens und Neandertaler erst vor 618.000 bis 321.000 Jahren endgültig trennten. Daraus wurde geschlossen, dass es im Altai vor rund 60.000 Jahren neben Homo sapiens und den Neandertalern noch eine dritte, unabhängig von diesen beiden Arten dorthin eingewanderte Population der Gattung Homo gegeben hat.
Wie zuverlässig die Datierung von verwandtschaftlichen Verhältnissen allein anhand der mtDNA ist, ist jedoch umstritten, da die Mitochondrien ohne Rekombination ausschließlich über die Mutter vererbt werden. Sie sind daher in besonderem Maße zum Beispiel Gendrift und Genfluss ausgesetzt, das heißt, es können in kurzer Zeit relativ viele Veränderungen vorkommen; im Unterschied hierzu weist die Zellkern-DNA zehntausende Genloci auf, die „evolutionsneutral“ sind und sich daher weniger rasch (und weniger diskontinuierlich) verändern.
2019 gelang es, die mtDNA eines Knochenfragments zu gewinnen und mit der mtDNA des Fossils Denisova 3 zu vergleichen, mit dem Ergebnis, dass dieses Fragment als Denisova 3 zugehörig erkannt wurde. Eine virtuelle Rekonstruktion ergab, dass dieser Fingerknochen demjenigen eines anatomisch modernen Menschen sehr ähnlich ist, nicht aber demjenigen eines Neandertalers, sodass der Bau des Fingers ein plesiomorphes Merkmal zu sein scheint.

## Analyse der DNA aus Zellkernen des Fingerknochens
Die Leipziger Forscher hatten bereits im März 2010 angekündigt, im Anschluss an die mtDNA auch die vollständige DNA aus Zellkernen des Fossils zu sequenzieren. Fest stand seinerzeit bereits, dass das von den Leipziger Forschern inoffiziell „X-Woman“ genannte und als „Mädchen“ beschriebene Fossil kein Y-Chromosom besaß, also ein weibliches Kind war. Die gesamte Genomsequenz aus dem Zellkern der Denisova-Menschen publizierte das Leipziger Forscherteam schließlich am 8. Februar 2012 online und damit für jedermann frei zugänglich. Die Zellkern-DNA des Fingerknochens erwies sich dabei als ungewöhnlich gut erhalten. Eine Verbesserung der Untersuchungstechnik hatte es möglich gemacht, jede Base innerhalb des Denisova-Genoms dreißigmal zu sequenzieren. Die dafür benötigte DNA wurde aus weniger als zehn Milligramm des Fingerknochens gewonnen. Die jetzige Auflösung zeigt sogar jene Unterschiede zwischen den Genkopien, die das Individuum von seiner Mutter beziehungsweise von seinem Vater geerbt hatte.

### Verwandtschaft mit den Neandertalern
Schon im Dezember 2010 war berichtet worden, die DNA-Unterschiede zwischen Neandertalern und Denisova-Menschen deuteten auf eine endgültige Trennung beider Populationen vor 640.000 Jahren hin sowie auf eine endgültige Trennung ihrer gemeinsamen Vorfahren von den Vorfahren des Homo sapiens vor rund 800.000 Jahren. Diesen Daten zufolge sind die Denisova-Menschen – deutlich abweichend von der Interpretation der mtDNA-Befunde – enger mit den Neandertalern verwandt als mit dem anatomisch modernen Menschen, dem Homo sapiens. Die Ergebnisse solcher Berechnungen sind in Fachkreisen jedoch umstritten, denn für die exakte Ganggeschwindigkeit der molekularen Uhr, also für die Häufigkeit von Mutationen in vergangenen Epochen, gibt es nur Schätzwerte.
Ein Vergleich der DNA von Neandertaler-Funden aus der Vindija-Höhle und der Mesmaiskaja-Höhle ergab eine ungewöhnlich große genetische Nähe beider Funde und einen relativ großen genetischen Abstand beider Funde zum Denisova-Fossil. Daraus wurde zum einen geschlossen, dass Neandertaler und Denisova-Menschen zwei über längere Zeit hinweg genetisch isolierte Populationen waren, dass sie jedoch miteinander enger verwandt sind als mit Homo sapiens; zum anderen, dass die Neandertaler nach der Trennung von den Vorfahren der Denisova-Population durch einen genetischen Flaschenhals gegangen sind – eine starke genetische Verarmung war zuvor bereits aus der Analyse der mtDNA von Neandertalern abgeleitet worden, da deren genetische Variabilität wesentlich geringer als die genetische Variabilität des anatomisch modernen Menschen ist. Aufgrund dieser Besonderheiten wurde erstmals eine vorzeitliche Population der Gattung Homo allein anhand molekularbiologischer Daten von verwandten Populationen – in Analogie zu Neandertalern auf Englisch als Denisovans bezeichnet – separiert.
Die errechnete, langanhaltende genetische Isolation der Neandertaler-Populationen von denen der Denisova-Menschen verhinderte jedoch nicht, dass es vor mindestens 50.000 Jahren noch zur Zeugung von gemeinsamem Nachwuchs kam. Dies zumindest geht aus einer Studie hervor, die 2018 publiziert wurde. Demnach gelang es, aus dem Fossil Denisova 11 – einem kleinen Fragment eines Röhrenknochens, das 2012 in der Denissowa-Höhle entdeckt worden war – DNA zu gewinnen und zu sequenzieren. Das Fossil gehörte zu einer vermutlich mindestens 13 Jahre alten Jugendlichen, deren Mutter eine Neandertalerin und deren Vater ein Denisovaner war. Weitere Analysen des Genoms ergaben, dass auch der Vater der Frau wenigstens einen Neandertaler unter seinen Vorfahren hatte. Die Forscher stellten ferner fest, dass die Mutter genetisch näher mit Neandertalern verwandt war, die in Westeuropa lebten, als mit einem Neandertaler, der zu einem früheren Zeitpunkt in der Denissowa-Höhle gelebt hatte. Dies zeige, dass die Neandertaler Zehntausende von Jahren vor ihrem Verschwinden zwischen West- und Ost-Eurasien migrierten. Möglicherweise kam es in Asien zudem zu einer Verpaarung von Neandertaler-Denisova-Mischlingen mit den aus Afrika zuwandernden Gruppen des Homo sapiens.

### Genfluss zuHomo sapiens
Bereits im Mai 2010 war eine Studie veröffentlicht worden, die einen Genfluss von den Vindija-Neandertalern zu Homo sapiens belegte. Daher wurde auch die genetische Distanz des Denisova-Fossils zu heute lebenden Ethnien analysiert, wobei auf Daten von 938 Menschen aus 53 Populationen zurückgegriffen wurde. Den Befunden zufolge steht das Denisova-Fossil den heute lebenden europäischen, asiatischen und afrikanischen Menschen ferner als die Neandertaler. Hingegen wurde eine signifikante Nähe zur DNA von Menschen aus Melanesien (Papua und Bewohner von Bougainville) festgestellt. Dies führte zur Aussage, dass das Genom der Melanesier – wie das aller nicht-afrikanischer Menschen – zu 2,5 ± 0,6 Prozent von Neandertalern stamme, dass zusätzlich aber weitere 4,8 ± 0,5 Prozent von Denisova-Menschen beigesteuert wurden; zusammengerechnet wären dies laut Studie 7,4 ± 0,8 Prozent des Genoms der Melanesier, die von einer früheren Vermischung mit archaischen Homininen stammen. Aus der rein regionalen Verbreitung der Denisova-DNA wurde abgeleitet, dass es keine häufige Vermischung gegeben haben kann.
Im September 2011 wurden weitere genetische Befunde publiziert, die nunmehr auf einem Vergleich der DNA von 33 heute lebenden Populationen aus Asien und Ozeanien mit denen des Denisova-Fossils beruhten. Demnach konnten DNA-Spuren der Denisova-Menschen auch bei den Aborigines in Australien, bei den Mamanwas auf den Philippinen sowie im Osten von Indonesien nachgewiesen werden, nicht aber im Westen von Indonesien und nicht bei den Onge auf den Andamanen, bei den Jehai in Malaysia und bei Bevölkerungsgruppen in Ostasien. Die Autoren dieser Studie interpretierten den Nachweis von Denisova-DNA in Ost-Indonesien, Australien, Papua-Neuguinea, Fidschi und Polynesien als Beleg dafür, dass die genetische Vermischung in Südostasien stattgefunden habe, was bedeuten würde, dass die Denisova-Menschen ein Gebiet zwischen Sibirien und den Tropen besiedelt hätten. Diese Deutung ist jedoch umstritten, da frühe Wanderungen von Vorfahren der untersuchten Volksgruppen nicht ausgeschlossen werden und die sexuellen Kontakte daher auch weiter nördlich – im asiatischen Kernland – stattgefunden haben könnten.
Eine weitergehende Analyse der Denisova-DNA ergab im Jahr 2012 unter anderem, dass Allele nachgewiesen werden konnten, „die bei heute lebenden Menschen verbunden sind mit dunkler Haut, braunem Haar und braunen Augen“. Ferner gelang es, Teile der von Vater und Mutter stammenden Erbanlagen getrennt auszuwerten. Hieraus wurde auf ein sehr geringes Ausmaß von nur 0,022 % an Heterozygotie geschlossen; dies entspricht „annähernd 20 % des Wertes von heutigen Afrikanern, rund 26 bis 33 % heutiger Eurasiern und 36 % bei den Karitiana, einer in Brasilien lebenden indigenen Population mit extrem niedriger Heterozygotie“. Eine bei den Inuit von Grönland nachgewiesene Anpassung, die es ihnen ermöglicht, Fett besser zu verwerten und leichter in Körperwärme umzuwandeln, als dies den Menschen anderer heutiger Populationen möglich ist, wurde 2016 als mögliche Introgression interpretiert.
Die Interpretation der Befunde aus Neandertaler-DNA als Genfluss von Neandertalern zu Homo sapiens wurde 2012 allerdings anhand von Modellrechnungen wiederholt kritisiert: Die größere Übereinstimmung des Genoms der außer-afrikanischen Populationen von Homo sapiens mit dem Genom der Neandertaler könne auch dadurch erklärt werden, dass zufälligerweise eine Population des Homo sapiens Afrika verlassen habe, die noch eine besonders große genetische Ähnlichkeit mit dem gemeinsamen Vorfahren der anatomisch modernen Menschen und der Neandertaler hatte. Diese Einwände sind auf die Denisova-Menschen übertragbar.
Im Februar 2020 wurde eine Studie publiziert, der zufolge es bereits vor 600.000 Jahren zum Genfluss von einer bislang nicht identifizierten, archaischen Homo-Population zu den gemeinsamen Vorfahren von Neandertalern und Denisova-Menschen gekommen ist, deren genetische Marker heute – infolge von späterem Genfluss zu Homo sapiens – auch beim anatomisch modernen Menschen nachweisbar sind.

## Morphologie und DNA der Backenzähne
Der im Jahr 2000 entdeckte, fast vollständig erhaltene Backenzahn (ein Molar M3 oder M2 aus dem linken Bereich eines Oberkiefers) wurde 2010 aufgrund seiner mtDNA ebenfalls den Denisova-Menschen zugeordnet, jedoch einem anderen Individuum als der Fingerknochen. Der Zahn ist außergewöhnlich groß, größer als die Backenzähne der Neandertaler und des anatomisch modernen Menschen: mesiodistal (von vorn nach hinten) 13,1 mm, bukkolingual 14,7 mm (von außen nach innen; bei Homo sapiens: mesiodistal ca. 10–10,5 mm; bukkolingual ca. 9,5–10 mm). Sollte es ein Molar M2 sein, wäre er ähnlich groß wie der entsprechende Backenzahn von Homo erectus und Homo habilis; sollte es ein Molar M3 sein, wäre er ähnlich groß wie der entsprechende Backenzahn von Homo habilis oder Homo rudolfensis und vergleichbar dem Molar M3 eines Australopithecus. Ähnlichkeiten mit Zahnfunden mittelpleistozäner Homininen aus China bestehen ebenfalls weder hinsichtlich der Größe noch der Form der Zahnkrone, und selbst die 350.000 bis 600.000 Jahre alten Zähne aus der Sima de los Huesos in Spanien weisen „modernere“ Merkmale auf. Die Morphologie des Zahnfundes unterstützt somit die aus der Analyse der mtDNA abgeleitete, relativ große genetische Distanz der Denisova-Fossilien zu anderen ähnlich alten Populationen der Gattung Homo.
2015 wurde der Fund eines zweiten Backenzahns (Denisova 8) bekannt gegeben und zugleich dessen Zellkern-DNA sowie seine mt-DNA mit den jeweiligen Daten des zunächst entdeckten Zahns (Denisova 4) verglichen. Der Oberkieferzahn Denisova 8 ist ebenfalls recht groß, stammt aber aus einer etwas tieferen Fundschicht als Denisova 4 und ist daher vermutlich älter als der zunächst entdeckte Zahn; Denisova 8 ist den Daten zufolge älter als 50.000 Jahre, Denisova 4 ist maximal 50.000 Jahre alt. Beide Zähne unterscheiden sich deutlich von allen bekannten Neandertaler-Funden und können künftig möglicherweise als Referenz für das Identifizieren von Denisova-Fossilien aus anderen Fundstellen dienen.
Die Analyse der Zellkern-DNA von beiden Zähnen ergab eine enge genetische Nähe zur DNA aus den Zellkernen des Fingerknochens und bestätigte zudem die genetische Distanz der Fossilien zu den Neandertalern. Die gleichen Befunde ergaben sich aus der Analyse der mt-DNA beider Zähne, sodass nunmehr Belege für drei Individuen der Denisova-Menschen als gesichert gelten. Zudem belegt der Altersunterschied der Zähne die Existenz der Population über eine längere Zeitspanne.

## Morphologie und DNA des Zehenknochens

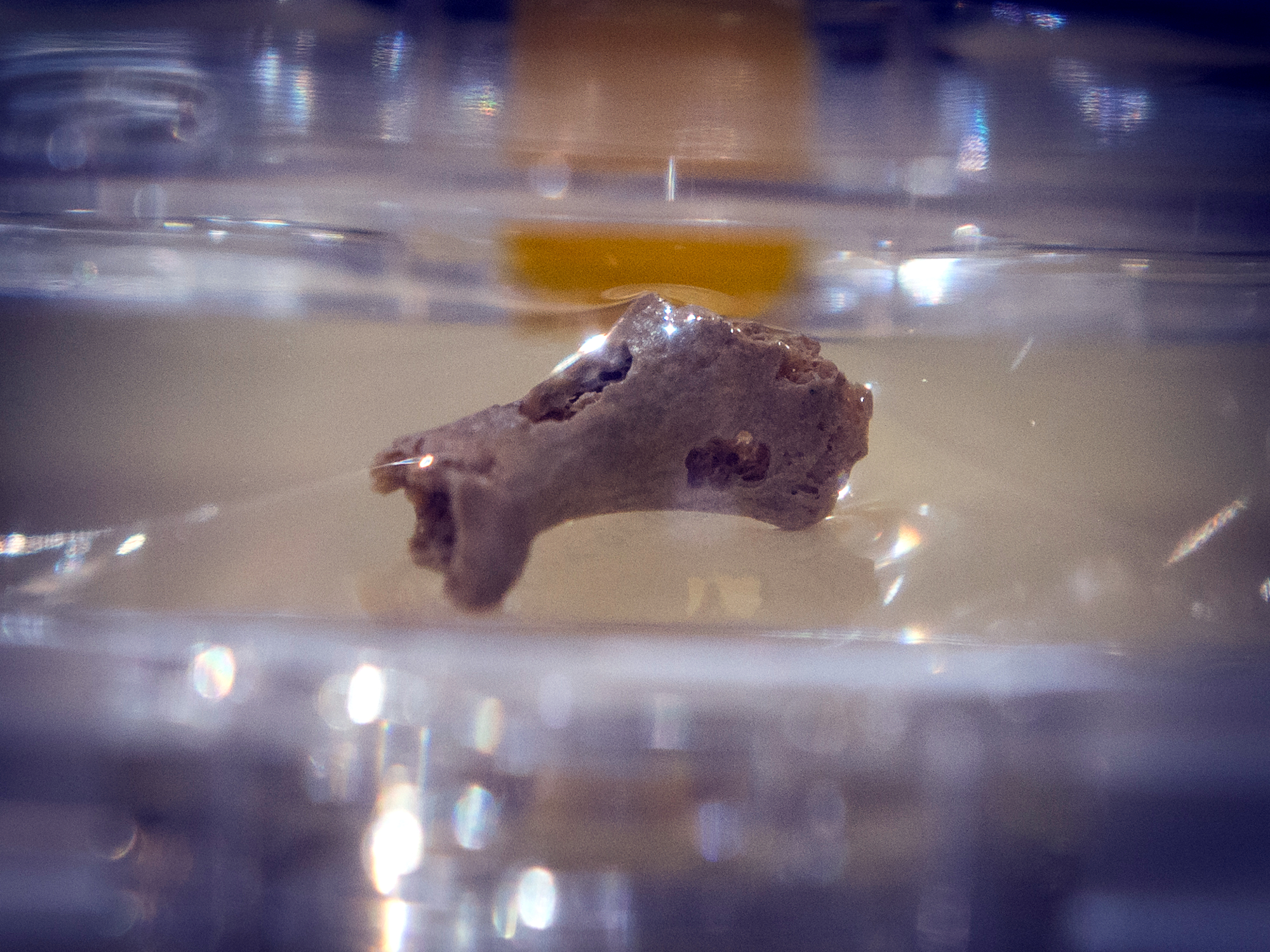
Zehenknochen des Neandertalers (Original)

Der 2011 erstmals beschriebene distale Zehenknochen stammt entweder von der 4. oder von der 5. (der kleinen) Zehe eines erwachsenen Individuums. Der Knochen ist auffallend lang und hat einen sehr kräftig gebauten, sehr breiten Schaft; das Verhältnis von großer Breite zu vergleichsweise geringer Höhe gleicht eher dem Verhältnis bei älteren pleistozänen als bei modernen Vertretern der Gattung Homo und übertrifft die entsprechenden Maße bei Neandertalern. Insgesamt wirken die Merkmale des Knochens daher altertümlich, einige Merkmale liegen jedoch in der Spannweite zwischen den Neandertalern und dem frühen modernen Menschen, heißt es in der wissenschaftlichen Beschreibung des Knochens. Die größte Ähnlichkeit bestehe zum Neandertaler-Fossil Shanidar-4 und zum Homo-sapiens-Fossil Tianyuan 1.
Bereits 2011 war darauf hingewiesen worden, dass erst eine Analyse seines Genmaterials Klarheit über die stammesgeschichtliche Einordnung des Knochens geben könne. 2013 berichtete die Forschergruppe um Svante Pääbo, dass die DNA des Knochens zu 60 Prozent der eines Neandertalers entspreche. Ferner sei die DNA der jeweils homologen Chromosomen so weitgehend identisch, dass der Knochen vermutlich zum Kind von Cousin und Cousine ersten Grades gehörte. Zugleich wurde aus den Daten geschlossen, dass 0,5 bis 8 % der DNA des Denisova-Menschen vor rund 300.000 Jahren von einer bislang unbekannten Population der Gattung Homo ins Denisova-Genom eingebracht wurde; diese Population habe sich vor mehr als 1 Million Jahre von den gemeinsamen Vorfahren der Neandertaler, der Denisova-Menschen und der anatomisch modernen Menschen abgespaltet. Pääbo wurde für seine Arbeit auf dem Gebiet der evolutionären Genetik im Jahr 2022 der Nobelpreis für Physiologie oder Medizin zuerkannt.

## Verbreitung
Das Verbreitungsgebiet der Denisova-Menschen ist aufgrund der wenigen bisher bekannt gewordenen Funde ungeklärt. In der im Dezember 2010 publizierten Studie wird jedoch erwähnt, dass diese Population möglicherweise „zu jener Zeit in großen Teilen von Ostasien lebte, als die Neandertaler in Europa und im westlichen Asien anwesend waren“. Diese Mutmaßung wurde zum einen aus dem Befund abgeleitet, dass es einen Genfluss zu den Vorfahren der Melanesier gegeben habe, der sich jedoch „wahrscheinlich nicht im südlichen Sibirien“ zugetragen habe. Zum anderen spricht die – im Vergleich mit dem Neandertaler – höhere genetische Variabilität für ein relativ großes Verbreitungsgebiet.

### Spurensuche in China
Bereits seit 2008 unterhält das Team von Svante Pääbo in Peking ein Labor, in dem nach Fossilien-DNA aus chinesischen Beständen gesucht wird. Als Ergebnis dieser deutsch-chinesischen Kooperation wurde Anfang 2013 berichtet, dass das – vergleichbar mit den Denisova-Funden – rund 40.000 Jahre alte Homo-sapiens-Fossil Tianyuan 1 aus der Nähe von Peking keinen größeren Anteil an Neandertaler- oder Denisova-DNA aufweise als die heute in Nordchina lebenden Menschen. Aus anderen Fundstücken konnte bislang (Stand: Frühjahr 2019) jedoch keine weitere aDNA nachgewiesen werden.
Die Besiedelung Ostasiens durch diese Population reicht möglicherweise zurück bis in die Zeit vor 300.000 Jahren. Im Juli 2011 bezeichneten es sowohl Chris Stringer als auch Milford H. Wolpoff als möglich, dass einige in China entdeckte Fossilien, die bislang weder eindeutig Homo erectus noch den anatomisch modernen Menschen zugeordnet werden konnten, den Denisova-Menschen zuzuschreiben seien; erwähnt wurden in diesem Zusammenhang der Dali-Mensch und der Jinniushan-Mensch. 2012 wies Chris Stringer weitergehend darauf hin, dass neben den Funden aus Dali und Jinniushan möglicherweise auch Funde aus Yunxian sowie aus Narmada in Indien den Denisova-Menschen zuzurechnen seien.
Eine 2022 veröffentlichten Analyse des fossilen großen Backenzahns CA 673 kam zu dem Ergebnis, dass dieser Fund aufgrund zahlreicher innerer und äußerer Merkmale den Fossilien Denisova 4 und Denisova 8 sowie dem Fund Xujiayao 1 des sogenannten Xujiayao-Menschen ähnelt und daher den Denisova-Menschen zugeschrieben werden kann. Der Backenzahn war von Gustav Heinrich Ralph von Koenigswald in einer chinesischen Apotheke erworben und 1957 von ihm als Holotypus einer neu eingeführten Art, „Hemanthropus peii“, ausgewiesen worden. Aufgrund seiner ungewöhnlichen Form war der Zahn, dessen Fundort in Südchina vermutet wird, in jüngerer Zeit als fossiler Vertreter der Orang-Utans interpretiert worden. Sollte dieser Zahn tatsächlich der früheste Fund eines Denisova-Menschen sein, hätte laut dem derzeit gültigen Regelwerk für die Zoologische Nomenklatur der 1957 eingeführte Artname (das Epitheton peii, ein Verweis auf Pei Wenzhong) Vorrang vor jüngeren Vorschlägen für einen Denisova-Artnamen.
2025 wurde der sehr gut erhaltene Harbin-Schädel anhand von Protein- und DNA-Analysen den Denisova-Menschen zugeschrieben.

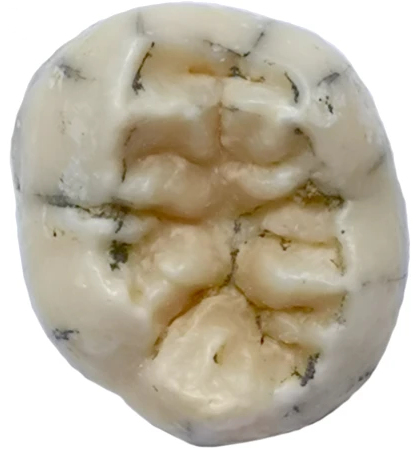
Zahnfund aus Nord-Laos:
Blick auf die Kaufläche von TNH2-1

### Zahnfund in Laos
Im Dezember 2018 wurde in einer als Tam Ngu Hao 2 („Kobra-Höhle 2“) bezeichneten Fossilienlagerstätte in der Provinz Houaphan, nördliches Laos (20°12′41.5′′ Nord, 103°24′32.2′′ Ost), ein einzelner großer Backenzahn aus einem Unterkiefer geborgen, der in Kalkstein eingebettet war. Ihm wird ein Alter zwischen 164.000 und 131.000 Jahren zugeschrieben, und aufgrund seiner Merkmale wurde er als hominin klassifiziert. Dieser Zahn ist größer als der eines anatomisch modernen Menschen, hat eine komplexere Kaufläche als die Zähne von Homo erectus und besitzt Merkmale, die auf eine verwandtschaftliche Nähe zum Neandertaler hindeuten. Aufgrund diverser morphologischer Übereinstimmungen mit den Backenzähnen des Xiahe-Unterkiefers wurde der Zahn aus der Kobra-Höhle (Sammlungsnummer TNH2-1) im Mai 2022 zu den Denisova-Menschen gestellt. Es handelt sich dieser Interpretation zufolge um den ersten archäologischen Beleg für die Anwesenheit von Denisova-Menschen in Südostasien. Die Kaufläche des Zahns weist keine Abriebspuren auf, das heißt, der Zahn war noch nicht durchgebrochen und stammt folglich von einem Kind.

### Erstbesiedelung von Tibet

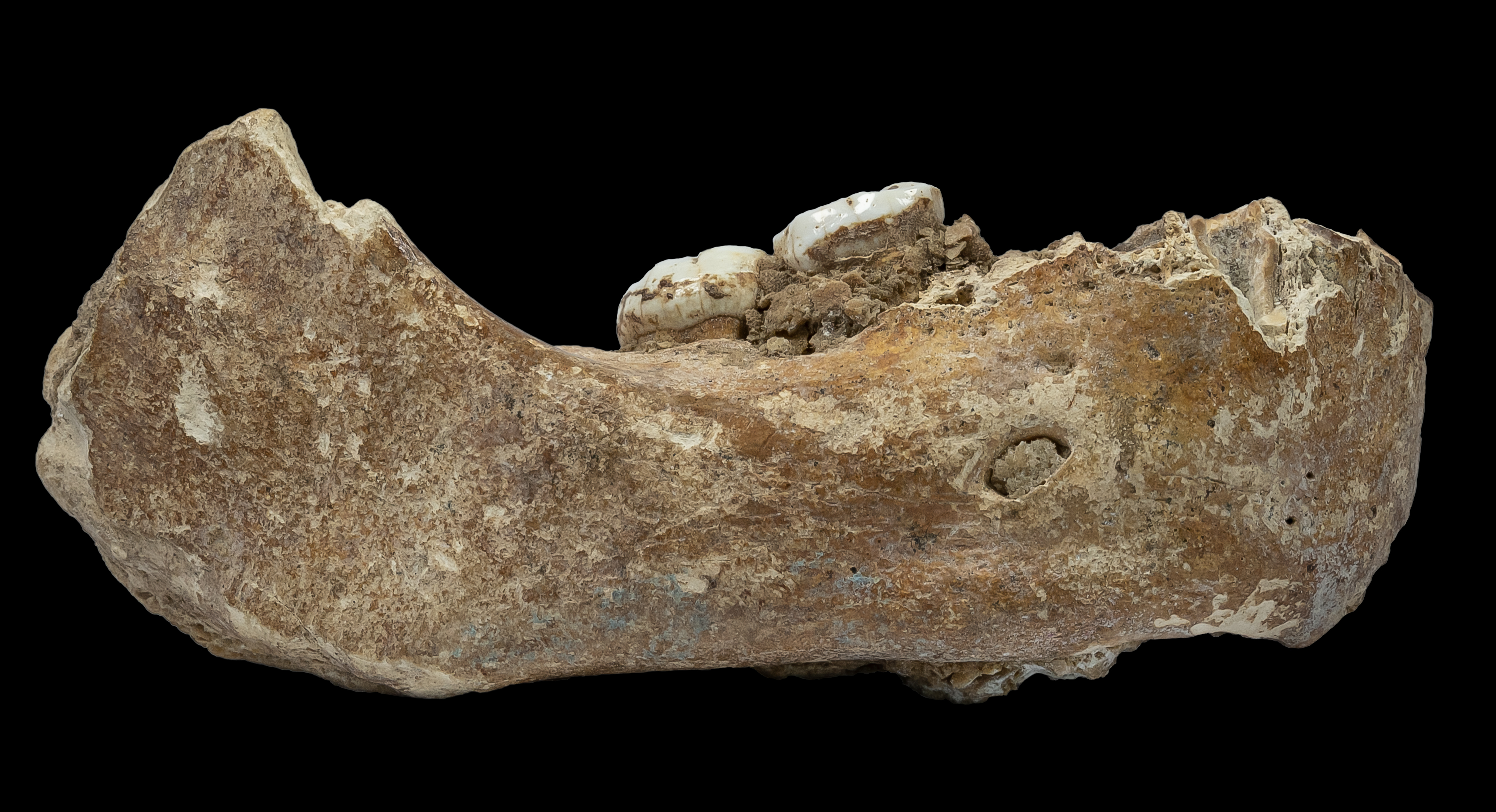
Xiahe-Unterkiefer

Ein Vergleich der Denisova-DNA mit DNA-Proben heute lebender Tibeter und Han-Chinesen hatte 2014 Hinweise auf eine mögliche Introgression von Denisova-DNA in die DNA der Tibeter und in wesentlich geringerem Maße in die DNA der Han-Chinesen ergeben. Den Gen-Analysen zufolge wurde durch eine Variante des Gens EPAS1, die identisch mit einer sonst nur bei den Denisova-Menschen nachgewiesenen Variante sein soll, eine Anpassung der Tibeter bewirkt, die ihnen das Atmen in großen Höhen erleichtert.
Im Mai 2019 wurde in der Fachzeitschrift Nature bekannt gegeben, dass ein bereits 1980 im Hochland von Tibet entdeckter, fossiler rechter Unterkiefer mit zwei gut erhaltenen, sehr großen Molaren M1 und M2 und mehreren vorderen Zähnen ohne Kronen den Denisova-Menschen zuzuschreiben ist. Hervorgehoben wurde, dass der Xiahe-Unterkiefer sich von Homo erectus-Unterkiefern unterscheide, aber Ähnlichkeiten mit den Xujiayao- und Xuchang-Fossilien sowie dem Fossil Penghu 1 (das 2025 tatsächlich als Denisova-Mensch identifiziert wurde) aufweise. Die Forscher äußerten in diesem Zusammenhang die Hoffnung, dass künftig – aufgrund ihrer Ähnlichkeit zum Fund von Xiahe – weitere chinesische Urmenschen-Fossilien dem Denisova-Menschen zugeordnet werden können. Zwar konnten keine DNA-Proben aus dem Fossil gewonnen werden, wohl aber gelang es, Proteine aus Dentin zu analysieren, deren Aufbau sich als ähnlich den Nachweisen aus der Denissowa-Höhle erwies und eindeutig von modernen Proteinen unterscheidbar war. Das Ergebnis wurde von der Max-Planck-Gesellschaft, deren Experten den Unterkiefer gemeinsam mit chinesischen Forschern untersucht hatten, wie folgt kommentiert: „Unsere Proteinanalyse hat ergeben, dass der Xiahe-Unterkiefer zu einer Population gehörte, die eng mit den Denisova-Menschen aus der Denissowa-Höhle verwandt war.“ Die Uran-Thorium-Datierung der Kalkkrusten auf dem Unterkiefer ergab ein Alter von annähernd 160.000 Jahren, was das Fossil zum bisher ältesten bekannten Beleg für die Anwesenheit eines Vertreters der Hominini im Hochland von Tibet macht. Es ist zugleich das erste hominine Fossil, dessen Zugehörigkeit zu einer bestimmten Population einzig anhand einer Protein-Bestimmung nachgewiesen wurde. Die Forscher interpretierten den Fund als Beleg dafür, dass Denisova-Menschen das Hochland von Tibet im Mittelpleistozän besiedelt und sich dort erfolgreich an die Sauerstoff-Mangelversorgung angepasst haben, lange bevor die Region durch den anatomisch modernen Menschen besiedelt wurde.
Der Unterkiefer war 1980 von einem Mönch in der Baishiya-Höhle auf 3280 Meter Höhe in Ganjia, Xiahe (Provinz Gansu, Volksrepublik China) entdeckt und von ihm dem 6. Gungthang Rinpoche des Klosters Labrang übergeben worden, der ihn der Lanzhou-Universität in Lanzhou übergab. Forscher der Lanzhou-Universität untersuchten das Fossil seit 2016 in Kooperation mit dem Max-Planck-Institut für evolutionäre Anthropologie. Bei Ausgrabungen in der Höhle wurden zudem Steinwerkzeuge und Tierknochen mit Schnittspuren geborgen.
2024 wurde der Fund eines zweiten Fossils der Denisova-Menschen aus derselben Fundstelle publiziert (bezeichnet als Xiahe 2), das Bruchstück einer Rippe, deren Alter mit rund 48.000 bis 32.000 Jahren angegeben wurde.

### Genetische Spuren in Ozeanien
Der Genfluss zu den Vorfahren der Melanesier und anderer Populationen in Ozeanien ereignete sich vermutlich vor rund 46.000 Jahren (fachlich bezeichnet als D1) und unabhängig von jenem in Ostasien. Aufgrund von DNA-Fragmenten wurde sogar vermutet, dass auch eine zweite Gruppe der Denisova-Menschen (D2), die sich vor über 300.000 Jahren von D1 getrennt hat, einige tausend Jahre nach D1 Erbgut an die Vorfahren der Papua weitergab. Zudem legen die genetischen Spuren nahe, dass die Denisova-Menschen erst vor etwa 30.000 Jahren ausgestorben sind und dass die Introgression insbesondere zur Formung des Immunsystems der heute in der Region lebenden Menschen beigetragen hat.
2021 ergaben Untersuchungen der Genotypen ethnischer Gruppen auf den Philippinen für die Negrito-Volksgruppe der Ayta Magbukon den bisher höchsten Grad an Übereinstimmung mit dem Erbgut des Denisova-Menschen.

### Genetische Spuren in Spanien
Als „verblüffend“ erwies sich Ende 2013 ein Befund aus einer Höhle (der Sima de los Huesos) im Norden von Spanien: Aus einem anhand der molekularen Uhr auf ein Alter von rund 400.000 Jahre geschätzten Oberschenkelknochen (Femur XIII) eines Homo heidelbergensis war es gelungen, mitochondriale DNA (mtDNA) zu gewinnen und zu sequenzieren. Diese mtDNA weist ein hohes Maß an Gemeinsamkeiten mit der mtDNA der Denisova-Menschen auf, woraus geschlossen wurde, dass die Population, zu welcher der ehemalige Besitzer des Knochens gehörte, 300.000 Jahre zuvor gemeinsame Vorfahren mit den Denisova-Menschen hatte. Der Leiter der mtDNA-Studie, Matthias Meyer, vermutete daher, dass die spanische Population des Homo heidelbergensis eine Vorfahren-Population besaß, „aus der später sowohl die Neandertaler als auch die Denisova-Menschen hervorgegangen sind“. Chris Stringer verwies in diesem Zusammenhang darauf, dass die von spanischen Forschern als Homo antecessor bezeichneten Fossilien als mögliche Kandidaten für diese Vorfahren-Population infrage kommen könnten.

## Taxonomische Einordnung der Fossilien
Die verwandtschaftliche (taxonomische) Einordnung der Fossilien ist ungeklärt. Die Funde wurden im Jahr 2010 von ihren Entdeckern zunächst neutral – nach dem Fundort – als „Denisova-Hominine“ bezeichnet. In einem Begleitartikel zu dieser Veröffentlichung der mtDNA-Analyse in Nature war der Evolutionsbiologe Eske Willerslev, Direktor des Centre for Ancient Genetics der Universität Kopenhagen, zitiert worden, der gleichfalls davon abriet, aus den gewonnenen Daten die Entdeckung einer neuen biologischen Art abzuleiten. Auch nach der Analyse der Zellkern-DNA im Jahr 2012 verzichteten die Forscher ausdrücklich auf eine Benennung gemäß den Vorgaben der internationalen Regeln für die Zoologische Nomenklatur und wählten stattdessen die Bezeichnung Denisovans und in deutschen Begleitveröffentlichungen Denisova-Mensch. Die Forscher lehnten es zudem ausdrücklich ab, Festlegungen zum Status des Neandertalers in Bezug auf den anatomisch modernen Menschen (Art versus Unterart) zu treffen. Sie beließen es stattdessen bei der Feststellung, die Denisova-Menschen seien eine „Schwestergruppe“ der Neandertaler.
In seinem Buch Die Neandertaler und wir berichtete Svante Pääbo 2014, dass man zunächst die Bezeichnung „Homo altaiensis“ erwogen hatte; sie sei jedoch verworfen worden, weil es – wie im Fall von Neandertalern und anatomisch modernem Menschen – keine sicheren Kriterien für die Abgrenzung oder Zusammenführung dieser Arten gebe.
2024 wurde von zwei Paläoanthropologen in der Fachzeitschrift Nature Communications vorgeschlagen, die Fossilien der Denisova-Menschen mit den Funden Xujiayao und Xuchang der neuen Art Homo juluensis zuzuordnen.